# Incendie de Sundsvall
L'incendie de Sundsvall est le plus grand incendie de l'histoire de Sundsvall en Suède.

## L'incendie
L'incendie de Sundsvall, le 25 juin 1888, est le plus grand incendie de l'histoire de la Suède et le troisième incendie de la ville de Sundsvall. La cause de l'incendie n'est pas tout à fait certaine, mais la plupart des informations indiquent qu'une étincelle provenant du bateau à vapeur Selånger en était la cause. Le temps du 25 juin 1888 était chaud, sec et venteux, il y avait donc toutes les conditions pour obtenir un cours rapide sur le feu. Le navire a longé la rivière Selångersån jusqu'à l'ancien centre de la ville à Åkroken. Une étincelle du navire a soufflé du navire à terre et le vent fort en combinaison avec de l'herbe sèche et des bâtiments en bois a eu des conséquences dévastatrices. Le premier bâtiment touché par l'incendie était une brasserie en face de l'actuelle salle de sport. La ville était en ruines en 9 heures et 9 000 personnes se sont retrouvées sans abri. Cinq personnes sont décédées. Les dommages matériels après l'incendie ont été évalués à près de 30 millions de couronnes suédoises.
La ville a été construite en pierre à la suggestion d'un agent d'une compagnie d'assurance et est aujourd'hui ce qui constitue le centre de Sundsvall, Stenstaden.
Il peut être intéressant de noter que toute la ville d'Umeå a également brûlé complètement le même jour. Cet incendie n'a apparemment commencé qu'une demi-heure plus tard. De vastes collectes nationales et internationales ont été réalisées au profit de la population sans domicile fixe des deux villes. De grandes parties de Lilla Edet ont également brûlé le même jour.